# Androsace axillaris
Androsace axillaris är en viveväxtart som först beskrevs av Adrien René Franchet, och fick sitt nu gällande namn av Adrien René Franchet. Androsace axillaris ingår i släktet grusvivor, och familjen viveväxter. Inga underarter finns listade i Catalogue of Life.